# 南王店镇
南王店乡，是中华人民共和国山東省菏泽市定陶区下辖的一个乡镇级行政单位。

## 行政区划
南王店乡下辖以下地区：
长寨村、万庄村、沈庄村、丰庄村、大李村、董庄村、王店村、王楼村、王庄砦村、张董集村、晁辛庄村、后晁楼村、刘桥村、宋庄村、吴楼村、田楼村、司庙村和从庙村。